# Der Held von Fort Runson
Der Held von Fort Runson (Originaltitel: The Bugle Call) ist ein US-amerikanischer Western aus dem Jahr 1927 von Edward Sedgwick mit Jackie Coogan und Claire Windsor in den Hauptrollen. Das Drehbuch basiert auf einer Originalstory von C. Gardner Sullivan.

## Handlung
Der junge Billy Randolph lebt seit Jahren mit seinem verwitweten Vater, Captain Randolph, auf einem US-Kavalleriestützpunkt. Billy, der die Armee genauso liebt wie sein Vater, ist hocherfreut, dass sein Vater ihm ein Signalhorn schenkt und ihn zum Hornisten der Kompanie macht. Als Captain Randolph erneut heiratet, weigert sich Billy zunächst, Alice Tremayne als seine neue Mutter zu akzeptieren. 
Mit seinem Signalhorn hilft Billy, den Stützpunkt vor einem Indianerangriff zu retten. Schließlich öffnet er, von Alices Freundlichkeit berührt, ihr sein Herz als seiner neuen Mutter.

## Hintergrund
C. Gardner Sullivans Geschichte wurde schon 1916 verfilmt, produziert von Thomas Harper Ince.
Im März 1927 wurde berichtet, dass Kameramann Frank B. Good seine Arbeiten beendet habe.
Cedric Gibbons und David Townsend waren für das Szenenbild zuständig. 
Da keine Kopien der sechs Filmrollen existieren, gilt der Film als verschollen.

## Veröffentlichung
Die Premiere des Films fand am 6. August 1927 statt. 1928 kam er in Österreich in die Kinos.